# جوایز بنیاد نرم‌افزارهای آزاد
بنیاد نرم‌افزارهای آزاد دو جایزه به صورت سالانه اهدا می‌کند. بنیاد نرم‌افزارهای آزاد از سال ۱۹۹۸، جایزه‌ای تحت عنوان پیشرفت در نرم‌افزار آزاد و از سال ۲۰۰۵ هم جایزه نرم‌افزار آزاد برای پروژه‌های با سود اجتماعی اهدا می‌کند.

## مراسم اهدا
در سال ۱۹۹۹ مراسم اهدای جایزه در مرکز جیکوب جاویتز در نیویورک برگزار شد. مراسم اهدای جایزه در سال ۲۰۰۰ در موزه تاریخ و هنر یهودیان در پاریس برگزار شد. طی سال‌های ۲۰۰۱ ت ۲۰۰۵ جایزه در اجلاس توسعه‌دهندگان اروپایی نرم‌افزارهای آزاد و متن‌باز در بروکسل اهدا شد. از سال ۲۰۰۶ به بعد، جایزه در دیدار سالانه اعضای بنیاد نرم‌افزار آزاد در کمبریج ماساچوست اهدا می‌شود.

## جایزه پیشرفت نرم‌افزار آزاد
این جایزه هر ساله توسط بنیاد نرم‌افزار آزاد به کسی اهدا می‌شود که مشارکت قابل توجهی در توسعه و پیشرفت نرم‌افزار آزاد داشته باشد.

### برندگان
- ۲۰۱۲: فyjlو پرز
- ۲۰۱۱: یوکیهیرو ماتسوموتو
- ۲۰۱۰: راب ساووی
- ۲۰۰۹: جان گیلمور
- ۲۰۰۸: ویتس ونما
- ۲۰۰۷: هارولد ولت
- ۲۰۰۶: تئودور تسو
- ۲۰۰۵: اندرو تریدگل
- ۲۰۰۴: تئو درات
- ۲۰۰۳: آلن کوکس
- ۲۰۰۲: لارنس لسیگ
- ۲۰۰۱: خودو فان روسوم
- ۲۰۰۰: برایان پل
- ۱۹۹۹: میگل ایکازا
- ۱۹۹۸: لری وال

## جایزه سود اجتماعی
این جایزه به‌طور سالانه به پروژه‌هایی اهدا می‌شود که سهم قابل توجهی در توسعه استفاده از نرم‌افزار آزاد داشته باشد و به پیشرقت استفاده از آن کمک کنند.

### برندگان
- اوپن‌ام‌آراس
- گنو هلث
- تور
- گروکلو
- بایگانی اینترنتی
- کریتیو کامنز
- ساهانا
- ویکی‌پدیا